# 231 Vindobona
231 Vindobona eller 1962 UJ är en asteroid i huvudbältet som upptäcktes den 10 september 1882 av den österrikiske astronomen Johann Palisa. Den fick senare namn efter staden Wien där upptäckten gjordes. Wien heter på latin Vindobona.
Vindobonas senaste periheliepassage skedde den 30 maj 2021. Dess rotationstid har beräknats till 14,25 timmar. Asteroiden har uppmätts till diametern 82,33 kilometer.